# Eugenia laurae
Eugenia laurae är en myrtenväxtart som beskrevs av George Richardson Proctor. Eugenia laurae ingår i släktet Eugenia och familjen myrtenväxter. IUCN kategoriserar arten globalt som starkt hotad.
Artens utbredningsområde är Jamaica. Inga underarter finns listade i Catalogue of Life.